# Tipula truculenta
Tipula truculenta är en tvåvingeart som beskrevs av Alexander 1943. Tipula truculenta ingår i släktet Tipula och familjen storharkrankar. Inga underarter finns listade i Catalogue of Life.